# 谷文月
谷文月（1945年3月—），女，河北固安人，中国评剧表演艺术家，谷派创始人，中国戏剧家协会理事，中国戏剧梅花奖得主。